# Lista över Östtysklands statschefer
Detta är en lista över den Tyska demokratiska republikens statschefer mellan 1949 och 1990.

## Östtysklands statspresidenter
| Bild | Namn                                         | Tillträdde       | Avgick            | Politiskt parti |
| ---- | -------------------------------------------- | ---------------- | ----------------- | --------------- |
|      | Johannes Dieckmann (1893–1969) Tillförordnad | 7 oktober 1949   | 11 oktober 1949   | LDPD            |
|      | Wilhelm Pieck (1876–1960)                    | 11 oktober 1949  | 7 september 1960  | SED             |
|      | Johannes Dieckmann (1893–1969) Tillförordnad | 7 september 1960 | 12 september 1960 | LDPD            |

## Östtysklands statsrådsordföranden
| Bild | Namn                                                | Tillträdde        | Avgick          | Politiskt parti |
| ---- | --------------------------------------------------- | ----------------- | --------------- | --------------- |
|      | Walter Ulbricht (1893–1973)                         | 12 september 1960 | 1 augusti 1973  | SED             |
|      | Friedrich Ebert den yngre (1894–1979) Tillförordnad | 1 augusti 1973    | 3 oktober 1973  | SED             |
|      | Willi Stoph (1914–1999)                             | 3 oktober 1973    | 29 oktober 1976 | SED             |
|      | Erich Honecker (1912–1994)                          | 29 oktober 1976   | 18 oktober 1989 | SED             |
|      | Egon Krenz (född 1937)                              | 18 oktober 1989   | 6 december 1989 | SED             |
|      | Manfred Gerlach (1928–2011)                         | 6 december 1989   | 5 april 1990    | LDPD            |

## Presidenter för Östtysklands folkkammare
| Bild | Namn                             | Tillträdde   | Avgick         | Politiskt parti |
| ---- | -------------------------------- | ------------ | -------------- | --------------- |
|      | Sabine Bergmann-Pohl (född 1946) | 5 april 1990 | 2 oktober 1990 | CDU             |